# Hans Georg Heinke

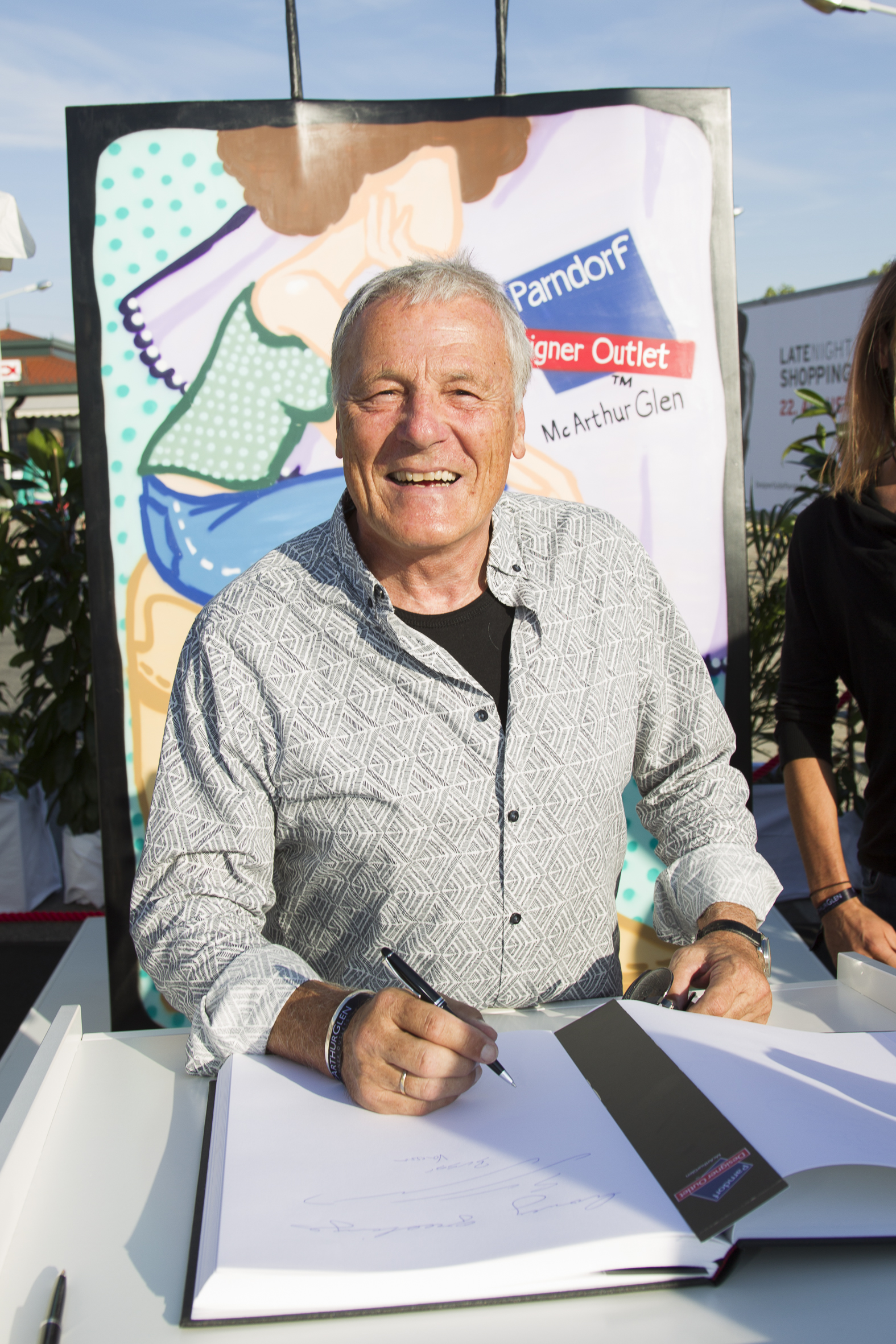
Hans Georg Heinke (2013)

Hans Georg Heinke (* 4. Jänner 1945 in Wiener Neustadt) ist ein österreichischer Journalist und Nachrichtensprecher.

## Leben
Nach seiner Matura 1963 lebte Hans Georg Heinke einige Zeit in Kanada und den USA, danach studierte er an der Universität Salzburg Rechtswissenschaften, wo er 1970 promovierte. Seit 1969 war er Mitarbeiter des ORF. Zunächst als freier Mitarbeiter im Landesstudio Salzburg und seit 1970 in Wien. Er moderierte zahlreiche Fernsehsendungen wie Lumieres Kinder. Seit 1975 arbeitete er im Bereich der täglichen Nachrichten. Er ist außerdem Oberst der Miliz.
Ab 1985 moderierte er die Kindernachrichtensendung Mini-ZiB. 2000 spielte er im Tatort Der Millenniumsmörder eine Nebenrolle.
Ab 10. März 2006 nahm Hans Georg Heinke an der zweiten Staffel der ORF-Show „Dancing Stars“ teil. Mit seiner Tanzpartnerin Elke Gehrsitz erreichte er den 4. Platz und musste die Show nach der 7. Runde am 28. April 2006 verlassen. Am 25. August 2008 (mit der Zeit im Bild um 13 Uhr) beendete Hans Georg Heinke seine Nachrichtenmoderationstätigkeit beim ORF. Er war damit der längstdienende Nachrichtensprecher des ORF. Er moderierte die Sendung Einsatz auf TW1, welche sich mit Landesverteidigung, Katastrophenschutz und Sicherheit in Europa beschäftigte. Außerdem moderiert er seit einigen Jahren die Auftritte der Spanischen Hofreitschule in Wien.
Hans Georg Heinke ist verheiratet und hat zwei Kinder. Er lebt in Wien und in Gols (Burgenland).